# Маларгуэ (департамент)
Маларгуэ  (исп. Departamento de Malargue) — департамент в Аргентине в составе провинции Мендоса.
Территория — 41317 км². Население — 27660 человек. Плотность населения — 0,70 чел./км².
Административный центр — Маларгуэ.

## География
Департамент расположен на юге провинции Мендоса.
Департамент граничит:
- на севере — с департаментом Сан-Рафаэль
- на востоке — с провинцией Ла-Пампа
- на юге — с провинцией Неукен
- на западе — с Чили

## Административное деление

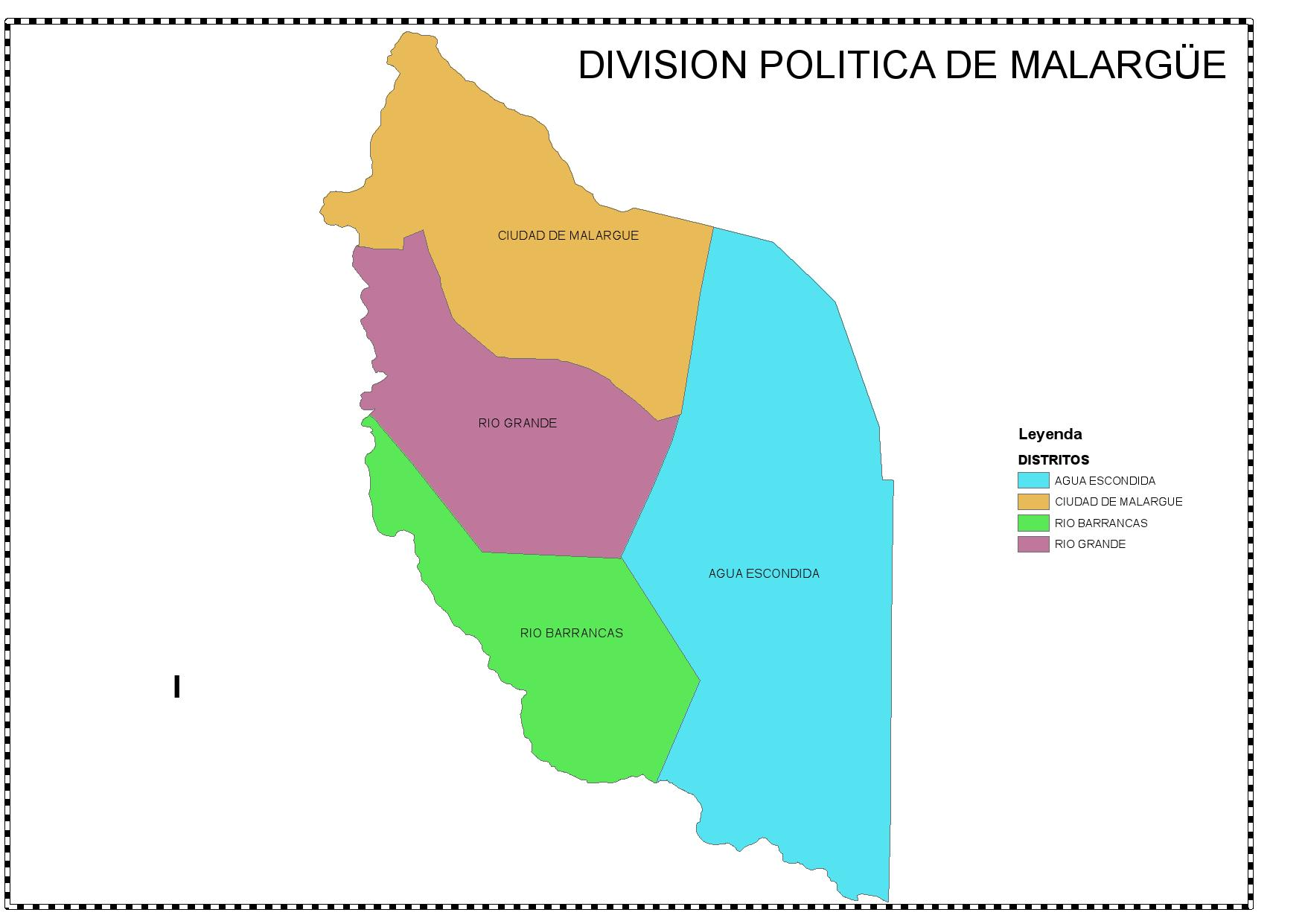

Департамент состоит из 13 дистриктов:
- Агуа-Эскондида
- Маларгуэ
- Рио-Барранкас
- Рио-Гранде

## Важнейшие населённые пункты[2]
| № | Населённый пункт | Населённый пункт (исп.) | Категория | Население чел. (2010) | На карте                        |
| - | ---------------- | ----------------------- | --------- | --------------------- | ------------------------------- |
| 1 | Маларгуэ         | Malargüe                | город     | 21619                 | 35°28′38″ ю. ш. 69°35′06″ з. д. |
| 2 | Агуа-Эскондида   | Agua Escondida          | поселок   | 443                   | 36°09′19″ ю. ш. 68°18′06″ з. д. |
| 3 | Лас-Леньяс       | Las Leñas               | поселок   | 9                     | 35°08′36″ ю. ш. 70°04′39″ з. д. |
| 4 | Бардас-Бланкас   | Bardas Blancas          | поселок   | н/д                   | 35°52′06″ ю. ш. 69°48′17″ з. д. |
| 5 | Ла-Хунта         | La Junta                | поселок   | н/д                   | 35°16′29″ ю. ш. 69°30′54″ з. д. |